# ینتشیتسه
ینتشیتسه (به چکی: Jenčice) یک منطقهٔ مسکونی در جمهوری چک است که در ناحیه لیتومیریتسه واقع شده‌است. ینتشیتسه ۶٫۳۴ کیلومتر مربع مساحت و ۳۴۲ نفر جمعیت دارد و ۲۲۷ متر بالاتر از سطح دریا واقع شده‌است.